# Robin Shou
Shou Wan Por (kin. 仇雲波) (Hong Kong, 17. srpnja 1960.) poznatiji kao Robin Shou je honkonški glumac. Pojavio se u mnogim borilačkim filmovima a najpoznatiji je kao Liu Kang u filmu Mortal Kombat te kao Gobei u Nindži s Beverly Hillsa gdje je glumio s pokojnim Chrisom Farleyjom.

## Počeci
Robin Shou je rođen u Hong Kongu a s obitelji se 1971. preselio u SAD. U Los Angelesu je stanovao u dvosobnom stanu u četvrti poznatoj kao Koreatown. U South Centralu je pohađao Fremont High School.
Shou je počeo trenirati borilačke vještine tek s 19 godina. Na California State University je učio karate ali je shvatio da ta vještina nije za njega pa ju je prestao trenirati. Nakon godinu i pol vidio je demonstraciju vještine Wu Shu koju su prikazali praktičari te vještine iz Pekinga. Tada je navodno rekao: "To je kinesko!". Bio je toliko inspiriran treniranjem Wu Shua da je prije početka nove akademske godine na Sveučilištu prodao vlastiti automobil te prikupio novac za odlazak u kinu gdje bi trenirao Wu Shu. Robinovi roditelji nisu znali gdje im je sin sve do im rođak s majčine strane nije poslao pismo u kojem je napisao da im je sin u Nanjingu.
Shu se kasnije vratio na California State University gdje je diplomirao građevinarstvo. Godinu i pol dana je radio u struci nakon čega je odlučio da želi promijeniti karijeru. Rad na računalu mu je postao dosadan. Bio je nezadovoljan te su ga jedino veselile borilačke vještine.
Uskoro je otišao u Hong Kong na odmor. Ubrzo nakon dolaska dobio je priliku da bude kaskader u jednom filmu. Prihvatio je tu ponudu te je tijekom prve dvije godine u Hong Kongu dobivao manje uloge u akcijskim filmovima. Tada je živio u malom suterenu čiji je najam plačao 250 USD mjesečno.

## Filmska karijera
Shou je prvu ozbiljniju filmsku ulogu dobio u TV filmu Zaboravljene noći iz 1990. gdje je glumio s Melissom Gilbert. To je ujedno bio i njegov debi na američkom filmu. Međutim, Shou se vratio u Hong Kong te nastavio raditi na tamošnjim filmovima. U to vrijeme je pažljivo odabirao uloge koje tumačiti u filmu. Tražio je druge uloge osim tjelohranitelja ili kaskadera.
1994. Robin Shou se vratio u Los Angeles te se počeo baviti uvozno / izvoznim poslovima. Tada je dobio poziv od svog agenta o "perfektnoj ulozi" za njega u filmu Mortal Kombat. Shou je bio nezainteresiran zbog pretpostavke da će glumiti negativca koji će na kraju biti ubijen. Agent ga je molio da se javi na audiciju te mu je nakon sedme audicije ponuđena uloga Liu Kanga (redovnika koji traži osvetu za smrt mlađeg brata) koja je prvotno dodijeljena Jasonu Scottu Leeju.
Shou je imao ulogu i u filmskoj adaptaciji videoigre DOA: Dead or Alive u produkciji redatelja Paula W. S. Andersona. Od novijih filmova tu je uloga Gena u filmu Street Fighter: Legenda o Chun-Li. Robin Shou je trenirao Millu Jovovich za potrebe filma Resident Evil kao i peti nastavak istoimene filmske franšize.

## Filmografija
| Filmografija | Filmografija                                      | Filmografija                      | Filmografija                  | Filmografija                         |
| Godina       | Film                                              | Hrv. prijevod                     | Uloga                         | Bilješke                             |
| ------------ | ------------------------------------------------- | --------------------------------- | ----------------------------- | ------------------------------------ |
| 1988.        | City War                                          | Rat u gradu                       | Ubojica                       |                                      |
| 1989.        | Death Cage                                        | Kavez smrti                       | Lan Si Han                    |                                      |
| 1990         | Tiger Cage 2                                      | Tigrov kavez 2                    | Waise Chow                    |                                      |
| 1990         | Forbidden Nights                                  | Zaboravljene noći                 | Liang Hong                    | TV film                              |
| 1991.        | Eastern Heroes                                    | ???                               | Hawk                          |                                      |
| 1992.        | Black Cat 2                                       | Crna mačka 2                      | Robin                         |                                      |
| 1992.        | Interpol Connection                               | ???                               |                               |                                      |
| 1992.        | Soldier Soldier                                   | ???                               | novinar Feng                  | TV serija                            |
| 1994.        | The Most Wanted                                   | Najtraženiji                      | Vođa bande                    |                                      |
| 1995.        | Mortal Kombat                                     | Mortal Kombat                     | Liu Kang                      |                                      |
| 1997.        | Mortal Kombat: Annihilation                       | Mortal Kombat: Istrebljenje       | Liu Kang                      |                                      |
| 1997.        | Beverly Hills Ninja                               | Nindža s Beverly Hillsa           | Gobei                         |                                      |
| 1998.        | The Outer Limits                                  | ???                               | pukovnik Ronald Neguchi       | TV serija                            |
| 2003.        | Red Trousers - The Life of the Hong Kong Stuntmen | ???                               | Evan / pripovjedač / sam sebe | R. Shou je u filmu glumac i redatelj |
| 2006.        | 18 Fingers of Death!                              | 18 prstiju smrti                  | Jackie Chong                  |                                      |
| 2006.        | DOA: Dead or Alive                                | ???                               | Vođa pirata                   |                                      |
| 2008.        | Death Race                                        | ???                               | 14K                           |                                      |
| 2009.        | Street Fighter: The Legend of Chun-Li             | Street Fighter: Legenda o Chun-Li | Gen                           |                                      |
| 2009.        | Cold Case                                         | Zaboravljeni slučaj               | Bo-Lin Chen '83               | TV serija                            |
| 2011.        | Death Race 2                                      | ???                               | 14K                           |                                      |
| 2011.        | Pirate Brothers                                   | Piratska braća                    | Sunny                         |                                      |
| 2013.        | Mortal Kombat: Devastation                        | Mortal Kombat: Uništenje          | Liu Kang                      |                                      |